# Kopiec Chwały
Kopiec Chwały (biał. Курган Славы) – kompleks na Białorusi złożony z kopca i pomnika ku czci żołnierzy radzieckich, którzy walczyli podczas II wojny światowej. Znajduje się 21 kilometrów na północny wschód od Mińska, nieopodal drogi magistralnej M2 prowadzącej do portu lotniczego Mińsk. Został zaprojektowany przez A. Stachowicza a wykonany przez Andreja Biembiela. Powstał w 1969 w 25. rocznicę wyzwolenia Białorusi podczas operacji Bagration.